# Reims-Gueux
Reims-Gueux je dirkališče, ki leži blizu francoskega mesta Reims. V letih 1950 in 1966 je gostilo dirko Formule 1 za Veliko nagrado Francije. Med letoma 1925 in 1952 je na dirkališču potekala dirka Grand Prix de la Marne.

## Zmagovalci
Roza ozadje označuje dirke, ki niso štele za prvenstvo Formule 1.
| Leto | Dirkač                  | Moštvo        | Poročilo |
| ---- | ----------------------- | ------------- | -------- |
| 1966 | Jack Brabham            | Brabham-Repco | Poročilo |
| 1963 | Jim Clark               | Lotus-Climax  | Poročilo |
| 1961 | Giancarlo Baghetti      | Ferrari       | Poročilo |
| 1960 | Jack Brabham            | Cooper-Climax | Poročilo |
| 1959 | Tony Brooks             | Ferrari       | Poročilo |
| 1958 | Mike Hawthorn           | Ferrari       | Poročilo |
| 1956 | Peter Collins           | Ferrari       | Poročilo |
| 1954 | Juan Manuel Fangio      | Mercedes      | Poročilo |
| 1953 | Mike Hawthorn           | Ferrari       | Poročilo |
| 1951 | Juan Manuel Fangio      | Alfa Romeo    | Poročilo |
| 1950 | Juan Manuel Fangio      | Alfa Romeo    | Poročilo |
| 1948 | Jean-Pierre Wimille     | Alfa Romeo    | Poročilo |
| 1939 | Hermann Paul Müller     | Auto Union    | Poročilo |
| 1938 | Manfred von Brauchitsch | Mercedes      | Poročilo |